# Adesgo
Adesgo București este o companie producătoare de ciorapi și lenjerie din România.
Compania a fost înființată în 1926, fabrica aflându-se în zona Tineretului din București.
În 1998, compania a fost achiziționată de firma belgiană NV Bonneterie Bosteels de Smeth SA.
În iunie 2002, compania Loar, parte a grupului israelian Argaman Industries LTD, a preluat pachetul majoritar de acțiuni Adesgo.
În anul 2003 compania avea 336 de angajați, un magazin propriu de desfacere și 10 distribuitori zonali.
Cifra de afaceri în 2008: 53,9 milioane lei (14,8 milioane euro)